# 오카자키번
오카자키 번(일본어: 岡崎藩 오카자키한[*])은 일본 에도 시대 미카와국 내에 있던 번으로, 지금의 아이치현 동부에 속해 있었다. 번청은 오카자키성이다.

## 역대 번주
혼다 히코지로 가문
1. 혼다 야스시게(本多康重) 재위 1601년 ~ 1611년
2. 혼다 야스노리(本多康紀) 재위 1611년 ~ 1623년
3. 혼다 다다토시(本多忠利) 재위 1623년 ~ 1645년
4. 혼다 도시나가(本多利長) 재위 1645년

미즈노 가문
1. 미즈노 다다요시(水野忠善) 재위 1645년 ~ 1676년
2. 미즈노 다다하루(水野忠春) 재위 1676년 ~ 1692년
3. 미즈노 다다미쓰(水野忠盈) 재위 1692년 ~ 1699년
4. 미즈노 다다유키(水野忠之) 재위 1699년 ~ 1730년
5. 미즈노 다다테루(水野忠輝) 재위 1730년 ~ 1737년
6. 미즈노 다다토키(水野忠辰) 재위 1737년 ~ 1752년
7. 미즈노 다다토(水野忠任) 재위 1752년 ~ 1762년

마쓰이 마쓰다이라 가문
1. 마쓰다이라 야스요시(松平康福) 재위 1762년 ~ 1769년

혼다 헤이하치로 가문(헤이하치로 종가)
1. 혼다 다다토시(本多忠粛) 재위 1769년 ~ 1777년
2. 혼다 다다쓰네(本多忠典) 재위 1777년 ~ 1790년
3. 혼다 다다아키(本多忠顕) 재위 1790년 ~ 1821년
4. 혼다 다다나카(本多忠考) 재위 1821년 ~ 1835년
5. 혼다 다다모토(本多忠民) 재위 1835년 ~ 1869년
6. 혼다 다다나오(本多忠直) 재위 1869년 ~ 1871년